# Limbangan (Sukaraja)
Limbangan is een bestuurslaag in het regentschap Sukabumi van de provincie West-Java, Indonesië. Limbangan telt 8078 inwoners (volkstelling 2010).